# La Celle-en-Morvan
La Celle-en-Morvan è un comune francese di 457 abitanti situato nel dipartimento della Saona e Loira nella regione della Borgogna-Franca Contea. Prende il nome dalla celle sancti mederici, cioè "cella di san Mederico", monaco dell'abbazia di San Martino di Autun che, eletto abate nel 680, per ricuperare la tranquillità e il suo rapporto di comunione con Dio, lasciò il convento e si costruì qui una cella, ma venne successivamente ritrovato e dovette riprendere le sue funzioni in abbazia.
Il comune è attraversato dalla Canche, che qui si unisce alla Chaloire per formare la Celle, affluente dell'Arroux.

## Società

### Evoluzione demografica
Abitanti censiti